# Litoral Sul (Paraíba)
Litoral Sul is een van de 23 microregio's van de Braziliaanse deelstaat Paraíba. Zij ligt in de mesoregio Mata Paraibana en grenst aan de microregio's João Pessoa, Sapé en Mata Setentrional Pernambucana (PE). De microregio heeft een oppervlakte van ca. 1.043 km². In 2006 werd het inwoneraantal geschat op 102.988.
Vier gemeenten behoren tot deze microregio:
- Alhandra
- Caaporã
- Pedras de Fogo
- Pitimbu

Mesoregio's: Agreste Paraibano · Borborema · Mata Paraibana · Sertão Paraibano

Microregio's: Brejo Paraibano · Cajazeiras · Campina Grande · Cariri Ocidental · Cariri Oriental · Catolé do Rocha · Curimataú Ocidental · Curimataú Oriental · Esperança · Guarabira · Itabaiana · Itaporanga · João Pessoa · Litoral Norte · Litoral Sul · Patos · Piancó · Sapé · Seridó Ocidental · Seridó Oriental · Serra do Teixeira · Sousa · Umbuzeiro